# Villa Cariño
Villa Cariño  es una banda chilena de música tropical perteneciente a la escena de la nueva cumbia chilena sus integrantes piensan que está influenciada principalmente por la cumbia, la salsa, la timba y el funk. Los primeros antecedentes de la banda se remontan a Illari, conjunto de folklor latinoamericano formado en 2001. En 2008, a la antigua alineación de Illari se sumaron tres nuevos integrantes, quienes dieron origen a Villa Cariño, quienes volcaron desde el folclor a la cumbia.

## Historia
La banda proviene de una agrupación anterior llamada Illari, un grupo de música latinoamericana de fusión. Illari nunca grabó un álbum, solo algunos demos de instrumentales y canciones compuestas por Max; además de algunas recopilaciones de temas del folklore latinoamericano. El nombre Illari fue propuesto por la profesora de música Maite Durán, que hacía clases en el Colegio Latinoamericano de Integración ubicado en ese entonces en la comuna de Providencia, donde estudiaba Max, Gabriel Duque y su hermano Damián, y fueron estos tres jóvenes los fundadores de aquella agrupación que apareció como una banda sin nombre por allá el año 2000. Con el pasar de los años al grupo Illari fueron saliendo y entrando distintos integrantes provenientes de otros colegios. El año 2002 Max sale del colegio para entrar a la Universidad de Chile a estudiar interpretación musical con mención en contrabajo, y el resto de los integrantes también se encontraban estudiando música en otras escuelas. Fue en ese tiempo que Max se da cuenta de que lo de él era la composición musical y decide irse a la Escuela de Música de la SCD a estudiar composición y arreglos. Su motivación principal para cambiarse a esa escuela era que el director del establecimiento era el afamado compositor chileno Horacio "Loro" Salinas, director musical y compositor de Inti Illimani, hoy Inti-Illimani Histórico. En esa escuela Max conoce a Yamil Salah y a Eduardo Marchant, y pasados los años y casi al final de su carrera Max decide poner pausa al proyecto Illari y, luego de asistir como público a una tocata donde tocaba el naciente Combo Ginebra, Max decide comenzar un proyecto musical donde solo se tocaría cumbia, fusionada con armonías no tradicionales y en un estilo único y personal. 
A partir de marzo de 2008, Villa Cariño se instaló en una vieja casa de la calle Sierra Bella, cerca de avenida Matta, en la comuna de Santiago, donde comenzó a ensayar las canciones que darían origen su primer álbum de estudio llamado Terapia intensiva, disco del cual se rescatan canciones emblemáticas de la banda como "Clandestino", "No puedo olvidarla", "Política, amor y revolución" y "Abril" entre otras. El disco se grabó en noviembre de 2008 en Estudios Triana por el ingeniero de sonido Claudius Rieth y fue publicado en 2009, bajo el sello Feria Music, compuesto íntegramente por canciones de la autoría de Max Vivar. A la par, la banda empezó a realizar presentaciones en vivo en diversos lugares del circuito santiaguino, como el Galpón Víctor Jara, el Ópera Catedral y la Fonda Permanente La Popular. La banda ganó rápida popularidad con los videoclips de los sencillos del primer disco, No puedo olvidarla y Clandestino, a través de los portales de YouTube y MySpace, llegando prontamente a sonar en muchas radioemisoras chilenas. 
Un año más tarde, Villa Cariño publicó su segundo trabajo, 15añero, nuevamente bajo el sello Feria Music, en el cual, además de composiciones originales del grupo, incluyeron covers de "In My Life" de los británicos The Beatles y "Prisionera" del chileno Zalo Reyes. La gran aceptación que tuvo el nuevo álbum en el público los catapultó a presentarse en febrero de 2011 en la noche de clausura del LII Festival Internacional de la Canción de Viña del Mar junto al tradicional grupo tropical chileno Los Vikings 5.

## Miembros
- Max Vivar - voz
- Vicente Siriany "El Rucio" - voz y guitarra
- Yamil Salah - teclados
- Gabriel Duque "El Negro" - flauta traversa y güiro
- Felipe Garcés "Feli" - guitarra
- Jorge Olivares  - congas
- Gonzalo Basualto - timbales
- Christopher Schönffeldt - batería
- Simón Collyer "Saimon Bass" - bajo
- Vicente Ramírez - charango

### Antiguos miembros
- Gonzalo Solar - bajo
- Juan Manuel Castillo - batería
- Sebastian Schnake - teclado
- Rodrigo Mora - congas
- Felipe Navarro, "Pipeño" - congas y bongós

## Discografía
- 2009: Terapia Intensiva
- 2010: 15añero
- 2013: La fiesta es de nosotros
- 2017: Despertar